# Daniel Huppert
Daniel Huppert (* 1980 in Kaiserslautern) ist ein deutscher Dirigent und ehemaliger Hochschullehrer.
Seit Herbst 2019 ist Huppert Generalmusikdirektor der Bergischen Symphoniker und seit 2016 Chefdirigent sowie künstlerischer Leiter der Zuger Sinfonietta. Vom Wintersemester 2017/2018 bis zum Wintersemester 2018/19 war er Professor für Dirigieren an der Hochschule für Musik und Theater Rostock.

## Karriere
Daniel Huppert studierte Dirigieren und Violoncello sowie Musikwissenschaft und Germanistik in Saarbrücken und später an der Hochschule für Musik „Franz Liszt“ Weimar. Bis 2010 arbeitete Huppert als Assistant du chef d'orchestre an der Opéra National de Paris.
Gastdirigate führten ihn unter anderem an die Komische Oper Berlin, an das Opernhaus Leipzig, sowie zum MDR-Sinfonieorchester.
Im Jahr 2011 wurde Huppert zunächst erster Kapellmeister der Mecklenburgischen Staatskapelle, dem drittältesten Orchester Deutschlands, am Mecklenburgischen Staatstheater in Schwerin. 2012 wurde er dort Chefdirigent und Generalmusikdirektor, seine Amtszeit dauerte bis 2020. Im Rahmen dieser Tätigkeit hatte er mehrfach die musikalische Leitung der Schlossfestspiele Schwerin inne.
Seit 2016 ist Daniel Huppert zudem Chefdirigent und künstlerischer Leiter der Zuger Sinfonietta.
In der Saison 2019/20 leitete er an beiden Wirkungsstätten die Opernproduktionen Der Rosenkavalier, Tosca und Die tote Stadt, sowie Konzerte mit Werken u. a. von Bach, Beethoven, Dvořák, Tschaikowsky, Wagner, Liszt, Mahler, Schostakowitsch und Strawinsky.
Im September 2017 wurde Huppert vom Ministerium für Bildung, Wissenschaft und Kultur des Landes Mecklenburg-Vorpommern in Schwerin die Ernennungsurkunde für die nebenberufliche, künstlerische Professur „Dirigieren“ an der Hochschule für Musik und Theater Rostock überreicht. Mit seiner Professur waren neben lehrenden Tätigkeiten auch Aufgaben wie die Leitung von Hochschulorchesterprojekten und Repertoireproben verbunden. Mit seinem Weggang aus Schwerin endete auch seine Tätigkeit als Professor in Rostock.
Seit Herbst 2019 bekleidet er außerdem die Position des Generalmusikdirektors der Bergischen Symphoniker.

## Gastdirigate
- Komische Oper Berlin
- Opernhaus Leipzig
- Staatstheater am Gärtnerplatz München
- Gewandhausorchester
- SWR Symphonieorchester Stuttgart
- MDR-Sinfonieorchester Leipzig
- Deutsche Radio Philharmonie Saarbrücken Kaiserslautern
- Magdeburgische Philharmonie
- Jenaer Philharmonie
- Philharmonisches Orchester Würzburg
- Sinfonieorchester Münster
- Staatsorchester Darmstadt
- Österreichisches Ensemble für Neue Musik[5]

## Auszeichnungen
- 2010: Deutscher Operettenpreis für junge Dirigenten
- 2010: Dirigentenwettbewerb des MDR-Sinfonieorchesters Leipzig
- 2011: Witold Lutosławski Wettbewerb für junge Dirigenten in Warschau[3]